# Koreas Grand Prix 2011
Koreas Grand Prix 2011, officiellt 2011 Formula 1 Korean Grand Prix, var en Formel 1-tävling som hölls den 16 oktober 2011 på Korean International Circuit i Yeongam, Korea. Det var den sextonde tävlingen av Formel 1-säsongen 2011 och kördes över 55 varv. Vinnare av loppet blev Sebastian Vettel för Red Bull, tvåa blev Lewis Hamilton för McLaren och trea blev Mark Webber för Red Bull.

## Kvalet
| KR. | Nr | Förare             | Konstruktör          | Q1        | Q2       | Q3        | Grid |
| --- | -- | ------------------ | -------------------- | --------- | -------- | --------- | ---- |
| 1   | 3  | Lewis Hamilton     | McLaren-Mercedes     | 1.37,525  | 1.36,526 | 1.35,820  | 1    |
| 2   | 1  | Sebastian Vettel   | Red Bull-Renault     | 1.39,093  | 1.37,285 | 1.36,042  | 2    |
| 3   | 4  | Jenson Button      | McLaren-Mercedes     | 1.37,929  | 1.37,302 | 1.36,126  | 3    |
| 4   | 2  | Mark Webber        | Red Bull-Renault     | 1.39,071  | 1.37,292 | 1.36,468  | 4    |
| 5   | 6  | Felipe Massa       | Ferrari              | 1.38,670  | 1.37,313 | 1.36,831  | 5    |
| 6   | 5  | Fernando Alonso    | Ferrari              | 1.38,393  | 1.37,352 | 1.36,980  | 6    |
| 7   | 8  | Nico Rosberg       | Mercedes             | 1.38,426  | 1.37,892 | 1.37,754  | 7    |
| 8   | 10 | Vitalij Petrov     | Renault              | 1.38,378  | 1.38,186 | 1.38,124  | 8    |
| 9   | 15 | Paul di Resta      | Force India-Mercedes | 1.38,549  | 1.38,254 | Ingen tid | 9    |
| 10  | 14 | Adrian Sutil       | Force India-Mercedes | 1.38,789  | 1.38,219 | Ingen tid | 10   |
| 11  | 19 | Jaime Alguersuari  | Toro Rosso-Ferrari   | 1.39,392  | 1.38,315 |           | 11   |
| 12  | 7  | Michael Schumacher | Mercedes             | 1.38,502  | 1.38,354 |           | 12   |
| 13  | 18 | Sébastien Buemi    | Toro Rosso-Ferrari   | 1.39,352  | 1.38,508 |           | 13   |
| 14  | 16 | Kamui Kobayashi    | Sauber-Ferrari       | 1.39,464  | 1.38,775 |           | 14   |
| 15  | 9  | Bruno Senna        | Renault              | 1.39,316  | 1.38,791 |           | 15   |
| 16  | 12 | Pastor Maldonado   | Williams-Cosworth    | 1.39,436  | 1.39,189 |           | 16   |
| 17  | 17 | Sergio Pérez       | Sauber-Ferrari       | 1.39,097  | 1.39,443 |           | 17   |
| 18  | 11 | Rubens Barrichello | Williams-Cosworth    | 1.39,538  |          |           | 18   |
| 19  | 20 | Heikki Kovalainen  | Lotus-Renault        | 1.40,522  |          |           | 19   |
| 20  | 21 | Jarno Trulli       | Lotus-Renault        | 1.41,101  |          |           | 20   |
| 21  | 24 | Timo Glock         | Virgin-Cosworth      | 1.42,091  |          |           | 21   |
| 22  | 25 | Jérôme d'Ambrosio  | Virgin-Cosworth      | 1.43,483  |          |           | 22   |
| 23  | 23 | Vitantonio Liuzzi  | HRT-Cosworth         | 1.43,758  |          |           | 23   |
| 24  | 22 | Daniel Ricciardo   | HRT-Cosworth         | Ingen tid |          |           | 24   |

| Vidare från första kvalrundan ▬▬ Vidare från andra kvalrundan ▬▬ |

## Loppet
| Pos. | Nr | Förare             | Konstruktör          | Varv | Tid             | Grid | P  |
| ---- | -- | ------------------ | -------------------- | ---- | --------------- | ---- | -- |
| 1    | 1  | Sebastian Vettel   | Red Bull-Renault     | 55   | 1:38.01,994     | 2    | 25 |
| 2    | 3  | Lewis Hamilton     | McLaren-Mercedes     | 55   | +12,019         | 1    | 18 |
| 3    | 2  | Mark Webber        | Red Bull-Renault     | 55   | +12,477         | 4    | 15 |
| 4    | 4  | Jenson Button      | McLaren-Mercedes     | 55   | +14,694         | 3    | 12 |
| 5    | 5  | Fernando Alonso    | Ferrari              | 55   | +15,689         | 6    | 10 |
| 6    | 6  | Felipe Massa       | Ferrari              | 55   | +25,133         | 5    | 8  |
| 7    | 19 | Jaime Alguersuari  | Toro Rosso-Ferrari   | 55   | +49,538         | 11   | 6  |
| 8    | 8  | Nico Rosberg       | Mercedes             | 55   | +54,053         | 7    | 4  |
| 9    | 18 | Sébastien Buemi    | Toro Rosso-Ferrari   | 55   | +1.02,762       | 13   | 2  |
| 10   | 15 | Paul di Resta      | Force India-Mercedes | 55   | +1.03,602       | 9    | 1  |
| 11   | 14 | Adrian Sutil       | Force India-Mercedes | 55   | +1.11,229       | 10   |    |
| 12   | 11 | Rubens Barrichello | Williams-Cosworth    | 55   | +1.33,068       | 18   |    |
| 13   | 9  | Bruno Senna        | Renault              | 54   | +1 varv         | 15   |    |
| 14   | 20 | Heikki Kovalainen  | Lotus-Renault        | 54   | +1 varv         | 19   |    |
| 15   | 16 | Kamui Kobayashi    | Sauber-Ferrari       | 54   | +1 varv         | 14   |    |
| 16   | 17 | Sergio Pérez       | Sauber-Ferrari       | 54   | +1 varv         | 17   |    |
| 17   | 21 | Jarno Trulli       | Lotus-Renault        | 54   | +1 varv         | 20   |    |
| 18   | 24 | Timo Glock         | Virgin-Cosworth      | 54   | +1 varv         | 21   |    |
| 19   | 22 | Daniel Ricciardo   | HRT-Cosworth         | 54   | +1 varv         | 24   |    |
| 20   | 25 | Jérôme d'Ambrosio  | Virgin-Cosworth      | 54   | +1 varv         | 22   |    |
| 21   | 23 | Vitantonio Liuzzi  | HRT-Cosworth         | 52   | +3 varv         | 23   |    |
| Ret  | 12 | Pastor Maldonado   | Williams-Cosworth    | 30   | Koppling        | 16   |    |
| Ret  | 10 | Vitalij Petrov     | Renault              | 16   | Kollisionsskada | 8    |    |
| Ret  | 7  | Michael Schumacher | Mercedes             | 15   | Kollision       | 12   |    |

| Förare och stall som tog poäng ▬▬ |

## Ställning efter loppet
|   | Pos. | Förare           | Poäng |
| - | ---- | ---------------- | ----- |
| ▬ | 1    | Sebastian Vettel | 349   |
| ▬ | 2    | Jenson Button    | 222   |
| ▬ | 3    | Fernando Alonso  | 212   |
| ▬ | 4    | Mark Webber      | 209   |
| ▬ | 5    | Lewis Hamilton   | 196   |

|   | Pos. | Konstruktör      | Poäng |
| - | ---- | ---------------- | ----- |
| ▬ | 1    | Red Bull-Renault | 558   |
| ▬ | 2    | McLaren-Mercedes | 418   |
| ▬ | 3    | Ferrari          | 310   |
| ▬ | 4    | Mercedes         | 127   |
| ▬ | 5    | Renault          | 72    |

- Notering: Endast de fem bästa placeringarna i vardera mästerskap finns med på listorna.